# Los pasajeros del jardín
Los pasajeros del jardín es una película de Argentina filmada en Eastmancolor dirigida por Alejandro Doria sobre su propio guion escrito con Juan Carlos Cernadas Lamadrid  según la novela homónima de Silvina Bullrich que se estrenó el 20 de mayo de 1982 y que tuvo como protagonistas a Graciela Borges, Rodolfo Ranni, Olga Zubarry y Luisa Vehil. El futuro director de cine Juan Carlos Desanzo fue el director de fotografía. Tiene escenas filmadas en París, Francia.

## Sinopsis
La enfermedad terminal de un hombre altera la felicidad de su matrimonio.

## Reparto
- Graciela Borges …María
- Rodolfo Ranni …Juan
- Olga Zubarry …Nélida
- Luisa Vehil …Madre de María
- Julio De Grazia …Ramón
- María Leal …Olinda
- Arturo Bonín …Ernesto
- Mario Kohout
- Boris Rubaja …El holandés
- Emilio Bardi
- Alberto Benegas …El indio
- Fernando Lúpiz …Junior
- Jorge D'Elía …Médico especialista
- Odilia Domínguez …Domitila
- Virginia Hanglin …Elena
- Lilian Riera
- Darwin Sánchez
- Mónica Villa…Rosita
- Clotilde Borella…Doña Dominga
- María Fournery
- Juan Carlos Sambusetti
- Estela Kiesling
- Héctor Ugazio
- Ricardo Jordán
- Diego Dougan
- Juan Carlos Rotter
- Adrián Blanco
- Gustavo Morris
- Gloria Necon
- Nequi Galotti
- Milita Brandon
- Graciela Terano

## Comentarios
La Prensa escribió:

«Pasajeros de un cuidado jardín.»

La Nación opinó:

«Doria no desaprovechó las circunstancias dramáticas…espléndida fotografía…Graciela Borges no debe esforzarse en crear un personaje próximo a su propia sensibilidad.»

Manrupe y Portela escriben:

«Borges y Ranni haciendo de ellos mismos en un drama que no llega a ser lacrimógeno, sino de discreta sensibilidad y romanticismo en una película que mejora la novela.»